# Bleach: Huyết chiến ngàn năm
Bleach: Huyết chiến ngàn năm (BLEACH 千年血戦篇 Burīchi: Sennen Kessen-hen) là một series anime dựa trên bộ manga Bleach của Tite Kubo và là phần tiếp nối series anime Bleach trước đó. Vào tháng 3 năm 2020, Weekly Shōnen Jump cùng "Dự án kỉ niệm 20 năm Bleach & công bố dự án mới của Tite Kubo" trong một livestream đã công bố arc cuối của manga có tên "Huyết chiến ngàn năm" sẽ được chuyển thể thành anime. Vào tháng 11 năm 2021, dự án anime được công bố sẽ là một series truyền hình. Trailer và hình ảnh quảng bá cho series được tiết lộ tại Jump Festa '22 vào ngày 18 tháng 12 năm 2021.
Series sẽ được đạo diễn bởi Taguchi Tomohisa và công chiếu trên TV Tokyo kể từ ngày 11 tháng 10 năm 2022. Series cũng sẽ được chia thành 4 phần, được chiếu ngắt quãng. Phần thứ nhất gồm 13 tập phim, kết thúc vào ngày 27 tháng 12 cùng năm. Phần thứ hai có tên là "The Seperation" (Sự chia tách) sẽ phát sóng từ ngày 8 tháng 7 năm 2023.
Kitani Tatsuya thể hiện bài hát chủ đề mở đầu "Scar" (スカー Sukā), trong khi đó SennaRin thể hiện bài hát chủ đề kết thúc "Saihate" (最果て). Kitani cũng trình bày ca khúc chủ đề kết thúc đặc biệt cho tập phim đầu tiên mang tên "Rapport", trước đó cũng được sử dụng làm bài hát chủ đề cho Triển lãm kỉ niệm 20 năm của series là Bleach EX. Trong phần 2 có tên là The Separation cour,  bài hát chủ đề mở đầu là "Stars" của w.o.d., trong khi bài hát chủ đề kết thúc mang tên "Endroll" trình bày bởi Yoh Kamiyama.
Vào ngày 3 tháng 10 năm 2022, Viz Media tuyên bố rằng series sẽ được phát trực tuyến trên nền tảng Hulu tại Hoa Kỳ và Disney+ trên toàn thế giới ngoại trừ châu Á. Phiên bản lồng tiếng Anh của Viz Media bắt đầu được phát sóng trực tuyến trên Hulu từ ngày 4 tháng 11, 2022.

## Danh sách tập phim

### Phần 1:The Blood Warfare
| Phần 1: |    |                                                                                           |                                                    |                  |                                |                      |
| 367     | 1  | "The Blood Warfare (dịch: Chiến trường máu)"                                              | Murata Hikaru                                      | Taguchi Tomohisa | Taguchi Tomohisa               | 11 tháng 10 năm 2022 |
| 368     | 2  | "Foundation Stones (dịch: Viên đá đầu tiên)"                                              | Sato Mitsutoshi                                    | Taguchi Tomohisa | Taguchi Tomohisa               | 18 tháng 10 năm 2022 |
| 369     | 3  | "March of the Starcross (dịch: Cuộc hành quân của quân đoàn Chữ thập)"                    | Kuramoto Hodaka                                    | Taguchi Tomohisa | Yamaguchi Hikaru               | 25 tháng 10 năm 2022 |
| 370     | 4  | "Kill The Shadow (dịch: Giết chết bóng tối)"                                              | Murata Hikaru                                      | Taguchi Tomohisa | Murata Hikaru                  | 1 tháng 11 năm 2022  |
| 371     | 5  | "Wrath as a Lightning (dịch: Thịnh nộ như chớp)"                                          | Sato Mitsutoshi                                    | Hiramatsu Masaki | Sato Mitsutoshi                | 8 tháng 11 năm 2022  |
| 372     | 6  | "The Fire (dịch: Ngọn lửa)"                                                               | Saitō Ema                                          | Hiramatsu Masaki | Taguchi Tomohisa               | 15 tháng 11 năm 2022 |
| 373     | 7  | "Born in the Dark (dịch: Sinh ra đen tối)"                                                | Ueda Shin'ichirō                                   | Hiramatsu Masaki | Tsuru Toshiyuki                | 22 tháng 11 năm 2022 |
| 374     | 8  | "The Shooting Star Project (Zero Mix)(dịch: Dự án Sao băng (Zero Mix))"                   | Jung Young Hoon                                    | Hiramatsu Masaki | Itadaki Shinji                 | 29 tháng 11 năm 2022 |
| 375     | 9  | "The Drop (dịch: Cú rơi)"                                                                 | Asakura Kaito                                      | Hiramatsu Masaki | Asakura Kaito                  | 6 tháng 12 năm 2022  |
| 376     | 10 | "The Battle (dịch: Trận chiến)"                                                           | Murata Hikaru                                      | Hiramatsu Masaki | Murata Hikaru                  | 13 tháng 12 năm 2022 |
| 377     | 11 | "Everything But the Rain (dịch: Mọi thứ ngoài cơn mưa)"                                   | Murata Hikaru, Kikuchi Yūsaku                      | Hiramatsu Masaki | Sato Mitsutoshi                | 20 tháng 12 năm 2022 |
| 378     | 12 | "Everything But the Rain: June Truth (dịch: Mọi thứ ngoài cơn mưa: Lời nói thật tháng 6)" | Jung Young Hoon                                    | Hiramatsu Masaki | Tokiwa Kentarō, Itadaki Shinji | 27 tháng 12 năm 2022 |
| 379     | 13 | "The Blade is Me (dịch: Thanh kiếm là Ta)"                                                | Taguchi Tomohisa, Sato Mitsutoshi, Odaka Yoshinori | Hiramatsu Masaki | Taguchi Tomohisa               | 27 tháng 12 năm 2022 |

### Phần 2:The Seperation
| TT. tổng thể | TT. trong loạt phim | Tiêu đề                                             | Đạo diễn        | Biên kịch        | Bảng phân cảnh                                  | Ngày phát hành gốc  |
| ------------ | ------------------- | --------------------------------------------------- | --------------- | ---------------- | ----------------------------------------------- | ------------------- |
| 380          | 14                  | "The Last 9 Days (dịch: 9 ngày cuối cùng)"          | Murata Hikaru   | Hiramatsu Masaki | Taguchi Tomohisa, Kikuchi Yusaku, Murata Hikaru | 8 tháng 7 năm 2023  |
| 381          | 15                  | "Peace from Shadows (dịch: Bình yên từ Bóng tối)"   | Kikuchi Yusaku  | Hiramatsu Masaki | Taguchi Tomohisa, Itadaki Shinji                | 15 tháng 7 năm 2023 |
| 382          | 16                  | "The Fundamental Virulence (dịch: Độc tính cơ bản)" | Fujita Yōichi   | Hiramatsu Masaki | Yasukawa Ouri                                   | 22 tháng 7 năm 2023 |
| 383          | 17                  | "Heart of Wolf (dịch: Trái tim Sói)"                | Ueda Shinichirō | Hiramatsu Masaki | Ueda Shinichirō                                 | 29 tháng 7 năm 2023 |
| 384          | 18                  | "Rages at Ringside (dịch: Thịnh nộ bên võ đài)"     | TBA             | TBA              | TBA                                             | 5 tháng 8 năm 2023  |
| 385          | 18                  | ""The White Haze" (dịch: )"                         | TBA             | TBA              | TBA                                             | 12 tháng 8 năm 2023 |
| 386          | 18                  | ""I Am The Edge" "                                  | TBA             | TBA              | TBA                                             | 19 tháng 8 năm 2023 |
| 387          | 18                  | ""The Headless Star""                               | TBA             | TBA              | TBA                                             | 26 tháng 8 năm 2023 |
| 388          | 18                  | ""Marching Out the Zombies""                        | TBA             | TBA              | TBA                                             | 9 tháng 9 năm 2023  |
| 389          | 18                  | ""Marching Out the Zombies 2" "                     | TBA             | TBA              | TBA                                             | 16 tháng 9 năm 2023 |
| 390          | 18                  | ""Too Early to Win, Too Late to Know""              | TBA             | TBA              | TBA                                             | 23 tháng 9 năm 2023 |
| 391          | 18                  | ""The Master""                                      | TBA             | TBA              | TBA                                             | 30 tháng 9 năm 2023 |
| 392          | 18                  | ""Black" "                                          | TBA             | TBA              | TBA                                             | 30 tháng 9 năm 2023 |

## Phát hành tại gia

### TIếng Nhật
| Tập | Tập | Đĩa | Tập phim | Ngày phát hành   | Ghi chú |
| --- | --- | --- | -------- | ---------------- | ------- |
|     | I   | 2   | 1–13     | 26 tháng 4, 2023 | [ 19 ]  |